# Samoaia leonensis
Samoaia leonensis är en tvåvingeart som beskrevs av Wheeler och Kambysellis 1966. Samoaia leonensis ingår i släktet Samoaia och familjen daggflugor.
Artens utbredningsområde är Samoa. Inga underarter finns listade i Catalogue of Life.